# 甘德 (天文学家)
甘德（？—？），又称甘公，中國東周戰國時代中齊國的天文學家。

## 生平
生於今山東省，他與同時代的石申夫完成了歷史上已知第二早的星表《甘石星經》，僅次於巴比倫星表，比希臘天文學家喜帕恰斯完成的西洋第一份星表還早了二百多年。

## 著作
他的著作分別有：一本是關於木星的，另一本是著有八卷的《天文星占》、還有《甘氏四七法》一卷和《歲星經》等，但早已佚失，只能從《史記》（卷27）和《漢書》（卷26）的引述中得知，而主要留存在《開元占經》中。
在1973年，一部相似的星表在馬王堆出土，在五行的占卜的章節中，記錄了西元前246年至西元前177年的金星、木星、水星、火星和土星的位置變化。根據其中的一份文件的描述，甘德可能在西元前364年就以肉眼看見了木星的衛星木衛三（甘尼米德），比伽利略在西元1610年的發現早了二千多年，但至現時為止仍未被國際所承認。（純就技術而言，木星的四大衛星都能以肉眼看見，但通常都因為被木星的光輝遮蔽而不能看見。）利用高聳的樹木枝椏遮蔽掉木星本身的光芒，在有利的情況下是有可能看見一些木星的伽利略衛星。